# Korma
Korma är en mild indisk gryträtt, vanligen baserad på lamm eller kyckling, ofta med yoghurt.